# José Barreiro García
José Barreiro García (Sama de Langreo, 19 de marzo de 1908 – Toulouse, 17 de agosto de 1975) fue un maestro, minero y político español.

## Trayectoria
Nacido en Sama de Langreo en 1908, fue hermanastro del librero Lázaro García Suárez, uno de los fundadores del Partido Comunista de España.
En 1929 comenzó sus estudios de magisterio en la Escuela Normal de Oviedo, que cursó mientras realizaba trabajos de exterior en las minas de la empresa Carbones La Nueva. Ese mismo año, se afilió a las Juventudes Socialistas para ingresar dos años después en las filas del Partido Socialista Obrero Español (PSOE). El 1 de mayo de 1933, tras finalizar sus estudios universitarios, ingresó en la Asociación de la Enseñanza de Asturias (ATEA) perteneciente a la Federación Estatal Sectorial de la Unión General de Trabajadores (FETEUGT).
Participó activamente en la Revolución de Asturias de 1934, siendo detenido tras la derrota cuando trató de huir hacia Luarca y torturado junto a otros compañeros en el antiguo convento de las Adoratrices de Oviedo, siendo encarcelado en la Cárcel Modelo de Oviedo y después en la Cárcel del Coto de Gijón. Tras el triunfo del Frente Popular en las elecciones del 16 de febrero de 1936, fue liberado.
Fue en ese momento en el pudo tomar posesión de la plaza de maestro nacional en Ribera de Arriba que había obtenido en los cursillos de 1934. Ejerció como maestro nacional en Soto de Ribera durante dos meses. También dio clases en la escuela laica de la Casa del Pueblo de Sama, cuya creación impulsó y de la que fue director. También participó en la reconstrucción del Grupo Femenino del que formaron parte, entre otras, Purificación Tomás Vega y Selina Asenjo e fomentó la creación de la Biblioteca Pablo Iglesias, que presidió.
Durante la guerra civil española se convirtió en presidente de la Junta de Defensa Civil y en el congreso de 1937 de la UGT fue elegido vicepresidente del Secretariado Provincial. En octubre de ese año dejó Asturias para trasladarse a Barcelona, donde fue nombrado secretario general de la Agrupación de Socialistas Asturianos. Después se convirtió en secretario general del Comisariado de Aviación, siendo Comisario General de Aviación Belarmino Tomás.
Terminada la guerra civil española, se exilió en Francia, residiendo primero en Toulouse y Narbona. En 1941 se instaló en Cierp-Marignac donde trabajó como minero hasta que tuvo que retirarse por la silicosis que le provocó al profesión. Desde 1957 se trasladó a Chaum, en Alto Garona.
Perteneció a la Comisión Ejecutiva de la UGT, fue vicesecretario general del PSOE así como secretario general de la Comisión Socialista Asturiana hasta su muerte. Además, publicó artículos en periódicos y revistas y participó en conferencias y mesas de debate.
Falleció en el exilio el 17 de agosto de 1975 a los 67 años de edad en la Clínica Pasteur de Toulouse, víctima de silicosis. Fue enterrado el cementerio civil de Chaum. En mayo de 2024, el patronato de la Fundación José Barreiro acordó trasladar a Asturias los restos mortales de Barreiro.

## Reconocimientos
En 1985 el PSOE creó una fundación cultural en Oviedo a la que le dio el nombre de Fundación José Barreiro, en su honor.